# Organo della basilica di San Martino a Weingarten

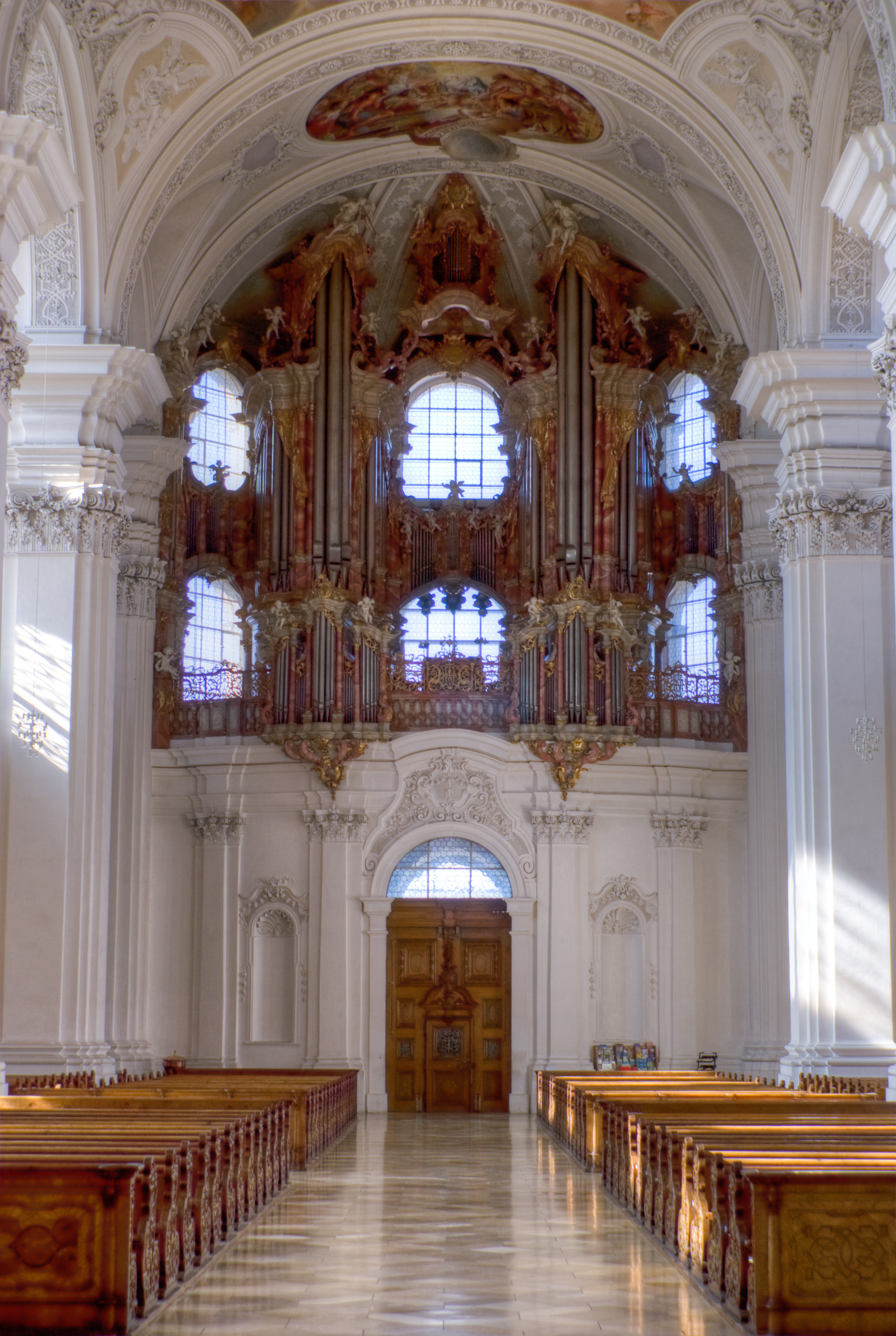
L'organo Gabler

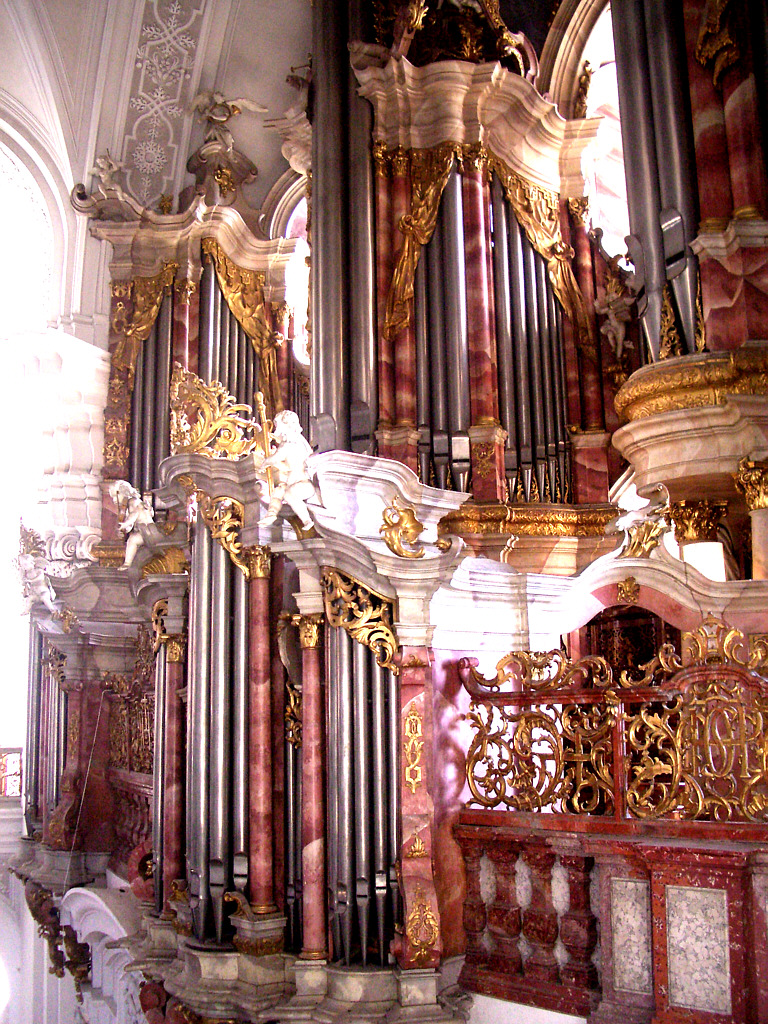
Veduta laterale

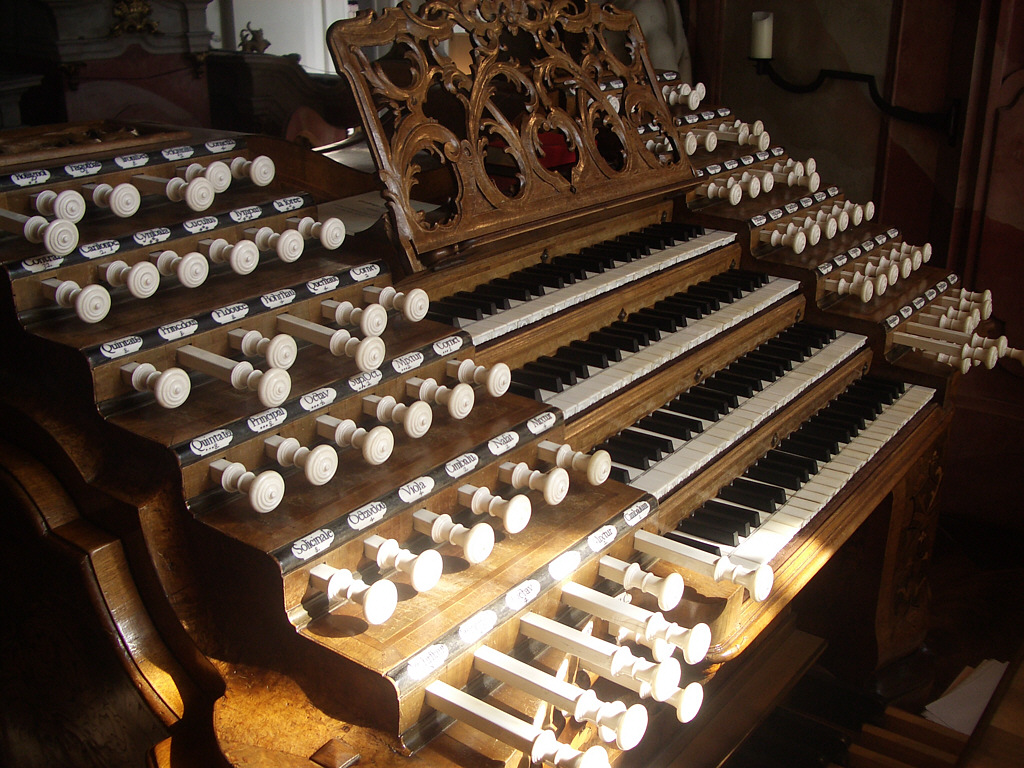
La consolle

Il grande Organo a canne della Basilica di San Martino, chiesa dell'Abbazia di Weingarten in Germania, è stato costruito da Joseph Gabler fra il 1737 e il 1750 ed è a trasmissione meccanica.

## Storia
Il 6 luglio dell'anno 1737 viene stipulato fra l'Abbazia di Weingarten e l'organaro tedesco Joseph Gabler un contratto per la costruzione di un grande organo da collocare nella chiesa abbaziale, la basilica di San Martino.
La costruzione dello strumento si protrasse per tredici anni, fino al 1750. In questo periodo, il progetto iniziale subì molti rimaneggiamenti anche a causa delle difficoltà economiche dell'abbazia. Alla fine, la costruzione del grande strumento risultò estremamente svantaggiosa per Gabler che non ne trasse alcun guadagno. Il nuovo organo venne solennemente inaugurato e benedetto il 24 giugno 1750.
Dal 1750 fino alla fine del XIX secolo, l'organo non ha subito importanti rifacimenti, mantenendo praticamente inalterate le sue caratteristiche originarie. Successivamente, vennero aggiunte leve Barker, il Kronpositiv fu elettrificato e il temperamento fu equalizzato. Fra il 1981 e il 1983, lo strumento è stato sottoposto ad un intervento di restauro condotto dalla Orgelbau Kuhn di Männedorf, in Svizzera. In tal occasione è stato ripristinato un temperamento inequabile e la pedaliera, originariamente di 20 note (Do1-Sol2), è stata portata a 27 note (Do1-Re3).

## Descrizione
Una delle più grandi difficoltà incontrate da Joseph Gabler durante la costruzione dell'organo a canne dell'Abbazia di Weingarten fu il posizionamento dell'organo: gli fu chiesto, infatti, di lasciare libere le sei grandi finestre della controfacciata, destinata ad accogliere lo strumento.
La soluzione è stata quella di non collocare tutto lo strumento in una cassa unica, ma in varie sezioni collocate negli spazi della parete tra le sei finestre. Lo schema, poi riutilizzato da Johann Nepomuk Holzhey per la chiesa dell'Abbazia di Neresheim, prevede due torri con facciata composta dalle canne del registro di Contrabaß 32', dalle quali partono vari corpi orizzontali che si ricollegano ad altre due torri, poste alle due estremità della cantoria. Al centro, sopra la finestra più in alto, si trova un ulteriore corpo d'organo e, nella balaustra della cantoria, i due positivi tergali.
Gabler, per compensare l'utilizzo di canne di principale dal diametro molto stretto, ha inserito nello strumento molte canne realizzate in legno. Fra i registri particolari, vi sono La Force, un ripieno di 49 file con base di 4 piedi corrispondente al Do1, che si utilizzava per segnalare l'inizio delle celebrazioni, il Cuculus, che imita il verso dell'omonimo volatile, e il Carillon, raggruppato in grappoli pendenti dal corpo centrale dell'organo.

### Consolle
La consolle è situata al centro della cantoria. Rivolta verso la navata e il presbiterio, ha quattro tastiere di 49 note ciascuna ed una pedaliera dritta di 27.
Il mobile è decorato con intarsi lignei di gusto barocco che si sviluppano lungo le sue fiancate e la parte anteriore. Ai due lati delle tastiere, disposti su due file, vi sono i tiranti a pomello dei vari registri, realizzati in avorio, ognuno accompagnato dalla dicitura originaria scritta a mano con inchiostro nero.

## Disposizione fonica
| I Hauptwerk        |       |
| Praestant          | 16'   |
| Principal          | 8'    |
| Rohrflaut          | 8'    |
| Octav 1-2f.        | 4'    |
| Superoctav 2f.     | 2'+1' |
| Hohlflaut          | 2'    |
| Mixtur 9-10f.      | 2'    |
| Cimbalum 12f.      | 1'    |
| Sesquialtera 8-9f. | 2'    |
| Piffaro 5-7f.      | 8'    |
| Trombetten         | 8'    |

| II Oberwerk      |     |
| Borduen 2-3f.    | 16' |
| Principal Tutti  | 8'  |
| Violoncell 1-3f. | 8'  |
| Coppel           | 8'  |
| Hohlflaut        | 8'  |
| Unda maris       | 8'  |
| Solicinale       | 8'  |
| Mixtur 9-12f.    | 4'  |

| II Kronpositiv |       |
| Octav douce    | 4'    |
| Viola 2f.      | 4'+2' |
| Cimbali 2f.    | 2'+1' |
| Nasat          | 2'    |

| III Echowerk     |     |
| Borduen          | 16' |
| Principal        | 8'  |
| Flauten          | 8'  |
| Quintatön        | 8'  |
| Viola douce      | 8'  |
| Octav            | 4'  |
| Hohlflaut 1-2f.  | 4'  |
| Piffaro doux 2f. | 4'  |
| Superoctav       | 2'  |
| Mixtur 5-6f.     | 2'  |
| Cornet 5-6f.     | 1'  |
| Hautbois         | 8'  |

| IV Brustpositiv   |    |
| Principal doux    | 8' |
| Flaut douce       | 8' |
| Quintatön         | 8' |
| Violoncell        | 8' |
| Rohrflaut         | 4' |
| Querflaut         | 4' |
| Flaut travers 2f. | 4' |
| Flageolet         | 2' |
| Cornet 8-11f.     | 2' |
| Vox humana        | 8' |
| Hautbois          | 4' |
| Carillon          | 2' |
| Tremulant         |    |

| Hauptpedal      |         |
| Contrabaß 2f.   | 32'+16' |
| Subbaß          | 32'     |
| Octavbaß        | 16'     |
| Violonbaß 2f.   | 16'+8'  |
| Mixturbaß 5-8f. | 8'      |
| Posaunenbaß     | 16'     |
| Bombard         | 16'     |
| La force 49f.   | 4'      |
| Carillon        | 2'      |

| Brustpedal         |     |
| Quintatönbaß       | 16' |
| Superoctavbaß      | 8'  |
| Flaut douce        | 8'  |
| Violoncellbaß      | 8'  |
| Hohlflautbaß       | 4'  |
| Cornetbass X-XI    | 4'  |
| Sesquialter VI-VII | 3'  |
| Trombetbaß         | 8'  |
| Fagottbaß          | 8'  |

## Leggenda dellaVox Humana

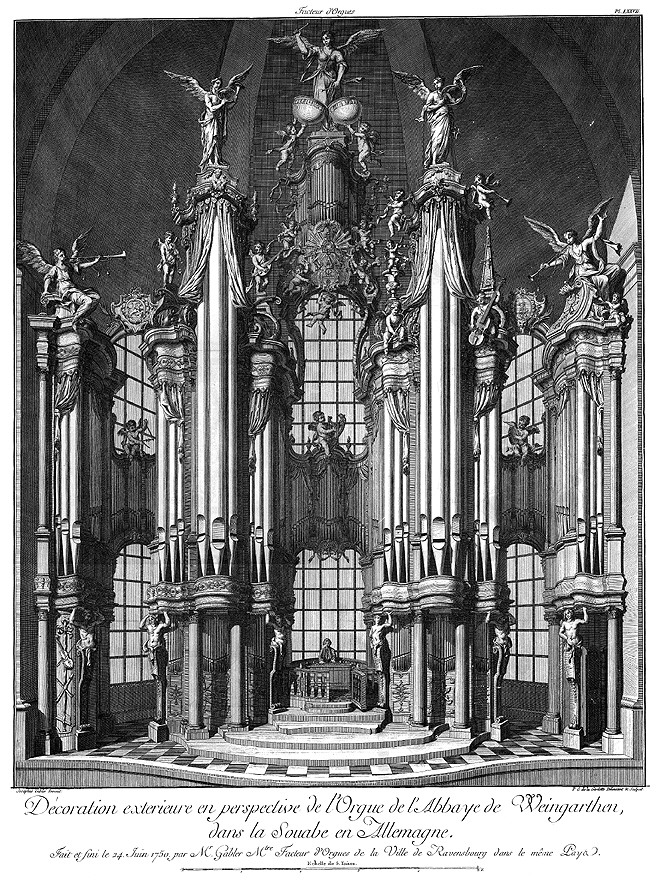
L'organo in un'incisione del 1776

Secondo una leggenda, Gabler avrebbe lavorato per anni alla ricerca di un registro dal suono riproducente la voce umana, ma senza risultato. Una notte, il demonio gli avrebbe sussurrato all'orecchio che gli avrebbe permesso la costruzione di tale registro in cambio della sua anima. Gabler accettò e ricevette un metallo particolare con cui poté realizzare il particolare registro. Il suono di questo registro, dal suono diabolicamente bello, suscitò lo scompiglio tra i monaci a tal punto che l'abate minacciò di bruciare organo e organaro nella piazza antistante la Basilica. Da questo episodio è stata tratta anche una rappresentazione scenica.